# Moonspell
Moonspell est un groupe de metal gothique portugais, originaire d'Amadora et formé en 1989. Bien que principalement rattaché au metal gothique, leur style musical fluctue aussi selon les chansons ou les albums entre le black metal, le metal avant-gardiste et le death metal. Du fait de son succès au niveau international, Moonspell est considéré comme le représentant de la scène metal portugaise.

## Biographie

### Débuts (1989–1994)
Formé en 1989 sous le nom de Morbid God, par Fernando Ribeiro (chanteur), Ares (bassiste), et deux autres musiciens, le groupe officiait initialement dans le registre black metal. Leur style musical va par la suite évoluer au fur et à mesure de la sortie des démos et des EP. En 1992, le groupe est rebaptisé sous son nom actuel. Le 24 février 1993 est publiée la démo Anno Satanae. Fort d'une popularité croissante, Moonspell participe à la première partie du concert de Cradle of Filth à Lisbonne, en 1994. Peu de temps après, le groupe enregistre son premier EP, Under the Moonspell qui est publié le 27 avril 1994 sous le label Adipocere Records. Ils signent par la suite un contrat avec la maison de disques Century Media Records qui leur permet de publier leur premier album Wolfheart le 1er avril 1995.

### Succès avecIrreligious(1995–2009)

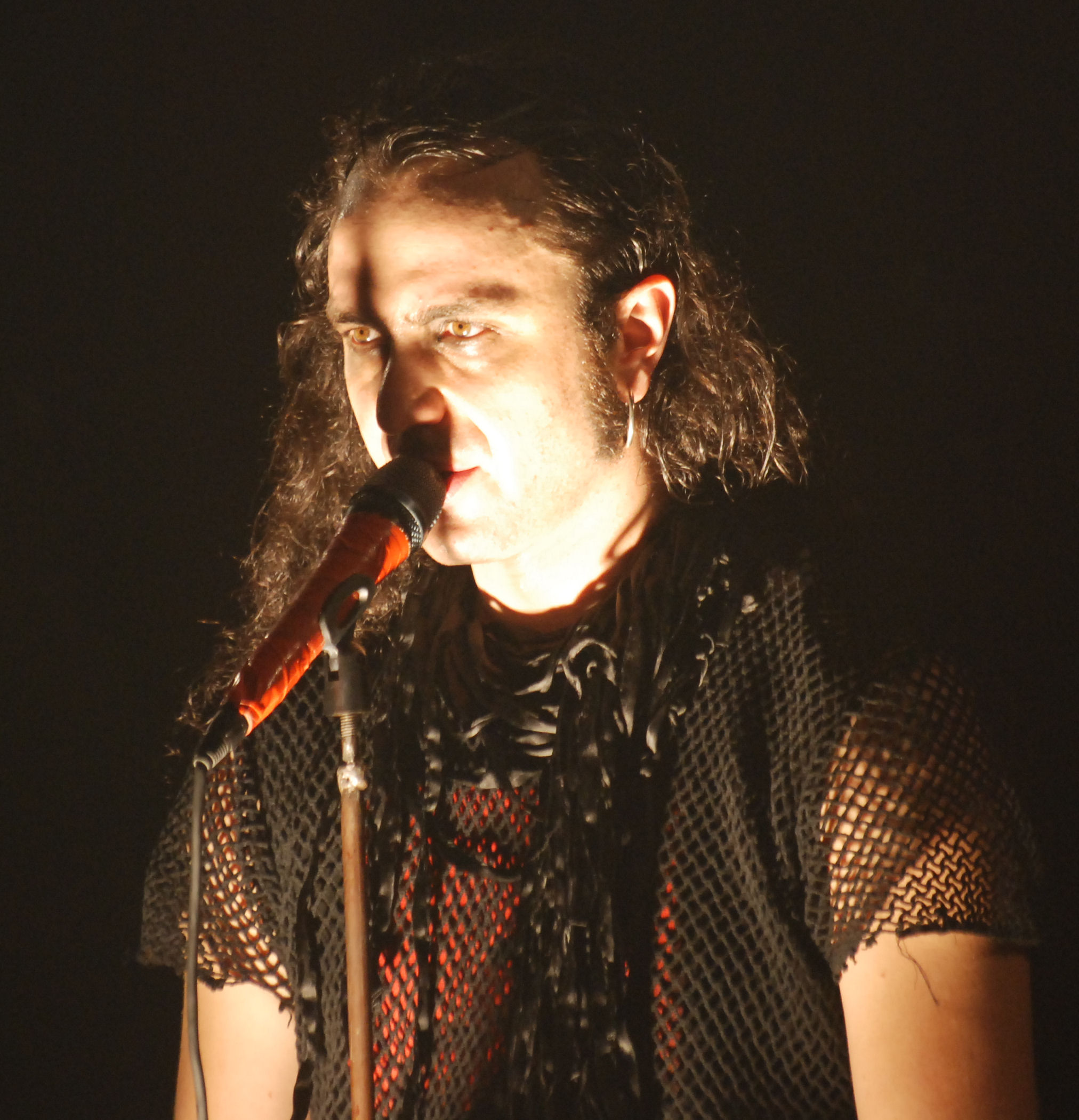
Fernando Ribeiro, en 2007.

La sortie de l'album Irreligious marque l'un des premiers succès du groupe : le titre Opium est inclus dans diverses compilations et sa vidéo est largement diffusée. Ce titre reste l'un des plus connus du groupe et il est d'ailleurs souvent joué pour clore les concerts[réf. nécessaire]. Au cours de la période 1998–2000, Moonspell s'oriente dans une veine plus expérimentale avec Sin/Pecado et surtout The Butterfly Effect. Avec cet album, le groupe semble s'orienter vers le metal avant-gardiste par sa nature extrêmement expérimentale et audacieuse. Mais cet album est mal reçu par les critiques[réf. nécessaire]. Ainsi, lorsqu'un journaliste lui demande si le groupe est allé trop loin avec Butterfly Effects, suggérant une approche trop électronique, le leader Fernando Ribeiro lui répond sans se démonter : "Je ne sais pas à partir de quel moment les gens pensent qu'un groupe va trop loin, ou pas assez loin d'ailleurs. Nous considérons la musique comme un art. Et l'art pour Moonspell est l'expression d'un moment de la vie. C'est pourquoi chaque album est différent.".
En parallèle, ils sortent en 1998 un album de black metal sous le nom de Daemonarch (avec une reprise de Call From The Grave de Bathory) où Fernando se fait appeler Langsuyar et avec une boîte à rythmes à la place du batteur.
En 2003, le groupe reprend le titre jazz I'll See You In My Dreams pour la bande annonce d'un court-métrage d'horreur portugais du même nom, du réalisateur Miguel Ángel Vivas. La même année, ils sortent l'album The Antidote, qui a été à l'origine du roman du même nom de l'écrivain José Luís Peixoto.
En janvier 2005, Fernando Ribeiro a publié un recueil de poèmes intitulé Les Blessures essentielles. Après une tournée éclair en ouverture de Cradle of Filth début 2005, le groupe se remet au travail. L'album Memorial est enregistré. N'ayant toujours pas de bassiste définitif, c'est Aires Pereira qui assure la basse sur ce nouvel opus. Sorti le 24 avril 2006 chez SPV, l'album marque un certain retour à leurs racines black qu'ils mêlent intimement aux ambiances et aux couleurs gothiques qui ont fait la popularité du groupe. Le groupe a joué au Hellfest de 2007 à Clisson en France.
Un best-of, The Great Silver Eye, est sorti le 26 juin 2007. En octobre 2007 est sorti, Under Satanæ, où le groupe reprend ses chansons du début de carrière avec un son plus moderne. Y figurent les chansons de leur premier EP et de leur première démo. Le nouvel album Night Eternal est publié le 16 mai 2008 en Europe, et le 10 juin 2008 en Amérique du Nord,,. Il se vend à plus de 800 exemplaires aux États-Unis dès la première semaine d'exploitation. Le DVD Lusitanian Metal est publié le 15 décembre 2008.
A cette époque, le style de Moonspell est en constante évolution. Ainsi, en 2007, le leader Fernando Ribeiro déclare désirer des "chansons plus atmosphériques", allant jusqu'à considérer que "quelquefois, le bruit, c’est trop".

### DeAlpha Noirà1755(2010-2019)
Le neuvième album studio du groupe, intitulé Alpha Noir, est sorti le 27 avril 2012, épaulé dans sa version collector par son antithèse : Omega White. Là où Alpha Noir se veut un album résolument énergique et dans lequel le chant guttural et les riffs puissants et saturés sont omniprésents, Omega White rassemble au contraire toutes les influences gothiques et atmosphériques qui sont désormais la marque de fabrique du groupe. L'album se vend aux États-Unis à plus de 1 200 exemplaires,. Le chanteur du groupe, Fernando, écrit et publie la même année une autobiographie du groupe intitulée XX 20 anos/Years, sous l'éditeur Saída de Emergência.
En mars 2015, Moonspell publie un nouvel album intitulé Extinct, toujours dans la veine du metal gothique sombre. Gilles Moinet écrit dans Hard Force : "Extinct s’avère être un album d’une noirceur certaine, mais souvent plus glaciale que celle des précédentes réalisations de Moonspell. Un véritable retour assumé aux ambiances gothic metal soignées que nous n’avions plus entendues depuis au moins The Butterfly Effect (album)".
Ils fondent l'année d'après leur propre label Alma Mater Records dans le but de proposer du contenu exclusif à ses fans, tout en conservant toutefois son contrat avec son autre label Napalm Records. Le 3 novembre 2017, le groupe sort son douzième album 1755 , dont le concept tourne autour du séisme de Lisbonne en 1755. Les critiques remarquent une production ambitieuse qui montre le groupe sous un aspect nouveau,. Toutes les paroles sont chantées en portugais.
Le 17 août 2018, le groupe publie un album live Lisboa Under the Spell sous le label Napalm Records. Ce dernier contient la performance du groupe au Campo Pequeno Arena de Lisbonne le 4 février 2017. Durant cette dernière, les albums Wolfheart, Irreligious et Extinct sont joués dans leur intégralité. Quelques mois après, le 31 octobre 2018, ils dévoilent leur nouvel EP I'll See You in My Dreams limité à 700 copies.
Le 13 avril 2019, Moonspell publie le single "Scorpion Flower" sous Alma Mater Records qui apparaissait initialement sur l'album Night Eternal. La version y est ici remasterisée, avec également la présence d'Anneke van Giersbergen en tant que guest.

### Hermitage(depuis 2020)
Le 19 novembre 2020, le groupe annonce la sortie de son treizième album studio, Hermitage, pour le 26 février 2021, sous le label Napalm Records. Un premier extrait, "The Greater Good", est diffusé sur YouTube. Sur Hard Force, Aude Paquot écrit à son propos : "Moonspell réussit à nouveau le pari de nous emmener dans un univers gothique mélodique dont il a posé les bases il y a 30 ans. Sans fléchir, sans faillir (...) en toute sincérité et sans artifices." Dans une interview, le chanteur Fernando Ribeiro déclare : "Hermitage est une démonstration de notre liberté. On y a produit la musique dont on avait envie, sans se soucier du succès qu'il pourrait avoir".
Moonspell lance la réédition officielle de ses deux chefs-d'œuvre, Extinct (2015) et 1755 (2017) en vinyle pour le 2 juillet 2021, chacun limité à seulement 100 exemplaires disponibles dans le monde entier.

## Membres

### Membres actuels
- Fernando Ribeiro (Langsuyar) – chant (depuis 1989)[6]
- Hugo Ribeiro – batterie (depuis 2020)[6],[39]
- Pedro Paixão (Passionis/Neophytus) – clavier, guitare (depuis 1993)[6]
- Ricardo Amorim (Morning Blade) – guitare (depuis 1995)[6]
- Aires Pereira (Ahriman) – basse (depuis 2007)[6]

### Anciens membres
- João Pedro (Tetragrammaton/Ares) – basse (1992–1997)[6]
- Duarte Picoto (Mantus) – guitare (1992–1995)[6]
- Luís Lamelas (Malah/Fenrir) – guitare (1992–1993)[6]
- Jorge Fonseca (J.M. Tanngrisnir) – guitare (1993–1995)[6]
- Sérgio Crestana – basse (1997–2003)[6]
- Niclas Etelävuori – basse (2003–2006)[6]
- Waldemar Sorychta – basse (2006–2007)[6]
- Miguel Gaspar (Mike/Nisroth) – batterie (1992-2020)

## Discographie

### Albums studio
- 1995 : Wolfheart
- 1996 : Irreligious
- 1998 : Sin/Pecado
- 1999 : The Butterfly Effect
- 2001 : Darkness And Hope
- 2003 : The Antidote
- 2006 : Memorial
- 2008 : Night Eternal
- 2012 : Alpha Noir / Omega White
- 2015 : Extinct
- 2017 : 1755
- 2021 : Hermitage

### Autres Albums
- 1994 : Under the Moonspell (EP)
- 2007 : Under Satanae
- 2008 : Lusitanian Metal (Live)
- 2018 : Lisboa Under the Spell (Live)

### Démos et singles
- 1992 - Morbid God Promo '92 - démo
- 1993 - Anno Satanae - démo
- 1993 - Goat on Fire - single
- 1996 - Opium - single
- 1997 - 2econd Skin - double single
- 2003 - Everything Invaded - single

### DVD
- 2008 : Lusitanian Metal